# Zubrești
Zubrești è un comune della Moldavia situato nel distretto di Strășeni di 3.186 abitanti al censimento del 2004.